# Чарльз Ґрей, 1-й граф Ґрей
Чарльз Ґрей, 1-й граф Ґрей  (Charles Grey, 1st Earl Grey; близько 23 жовтня 1729 – 14 листопада 1807) – генерал британської армії і губернатор. Він був видатним солдатом у поколінні винятково здібних військовослужбовців і відіграв визначну роль у Семирічній війні (1756–1763), Війні за незалежність США та Французьких революційних війнах.
Чарльз Ґрей брав участь у Війні за незалежність США (1775–1783), дослужившись до посади головнокомандувача британських військ в Америці. Після битви при Паолі в Пенсільванії в 1777 році він став відомий як «"No-Flint Grey" (Ґрей-без-запалу)» за те, що нібито наказав своїм людям вийняти кремені з мушкетів під час нічного наступу та битися лише багнетами. У 1782 році він став генерал-лейтенантом і був призначений головнокомандувачем в Америці. Пізніше він брав участь у Французьких революційних війнах (1792–1802), захопивши Мартиніку як важіль для примусового виконання Ам'єнського договору, і був призначений губернатором Ґернсі.

## Ранні роки
Ґрей народився у своєму родинному маєтку Говік-Голл, за 30 миль на північ від Ньюкасл-апон-Тайн та за одну милю від Північного моря. Точна дата його народження невідома, але він був охрещений 23 жовтня 1729 року, то ж, ймовірно, народився в жовтні.  Він був третім сином сера Генрі Ґрея, 1-го баронета з Говіка, та його дружини леді Ганни Ґрей (уродженої Вуд), дочки Томаса Вуда з Феллодона в Нортамберленді. Оскільки у нього було двоє старших братів, Ґрей не очікував успадкувати титулів та маєтків батька, тому він обрав кар'єру в армії. Так сталось, що обидва його брати, сер Генрі та Томас, померли бездітними, залишивши його дійсним спадкоємцем.

## Військова кар'єра
У 1744 році, за фінансової допомоги батька, Ґрей придбав звання прапорщика в 6-му піхотному полку. Невдовзі він вирушив до Шотландії з Шостим полком, щоб придушити повстання якобітів 1745 року. Після перемоги там Шостий полк провів наступні кілька років на Гібралтарі. У грудні 1752 року він придбав звання лейтенанта в Шостому полку. У березні 1755 року він сформував нову незалежну роту та став її капітаном. Через два місяці він придбав звання капітана в 20-му піхотному полку (згодом названому «Східно-Девонширський полк», а в 1881 році — Ланкаширські фузилери), в якому Джеймс Вулф служив підполковником. У 1757 році, перебуваючи у складі полку Вулфа, він брав участь у невдалій атаці на Рошфор.

### Семирічна війна
У Семирічній війні він служив ад'ютантом у штабі герцога Фердинанда Брауншвайзького та 1 серпня 1759 року був поранений під Мінденом. 14 жовтня 1760 року він командував легкою ротою в битві при Кампені, де знов зазнав поранення. Через рік, бувши підполковником 98-го піхотного полку (1761), він брав участь у захопленні Бель-Іль біля узбережжя Бретані. Далі він брав участь у битві під Гаваною в 1762 році. Пізніше був у штабі Вільгельма, графа Шаумбурґ-Ліппе під час іспанського вторгнення до Португалії (1762). У 1763 році він вийшов у відставку з половинною платнею, але в 1772 році отримав підвищення до полковника та служив ад'ютантом короля Ґеорґа III.

### Війна за незалежність Америки
Під час Війни за незалежність США він був одним із найуспішніших армійських лідерів. Він швидко отримав підвищення, ставши генерал-майором у 1777 році та командував 3-ю бригадою в битві при Брендівайні. Він отримав прізвисько «Ґрей-без-запалу» після битви при Паолі в тій самій кампанії, коли, щоб забезпечити раптовість під час нічної атаки на американський табір, як кажуть, він наказав підлеглим йому піхотинцям вийняти кремені з мушкетів та використовувати лише багнети. Насправді він лише наказав розрядити мушкети. Він знову командував 3-ю бригадою в битві при Джермантауні та битві при Монмуті. Відразу після свого катастрофічного відступу в битві при Монмуті американський генерал Чарльз Лі виправдовувався перед критиками, вказуючи на те, що він безпосередньо зіткнувся з наступаючою 3-ю бригадою Ґрея, що може свідчити про генерала Ґрея як про небезпечного та шанованого супротивника.
У 1778 році він очолив набіги на Нью-Бедфорд 5-6 вересня, знищивши майже всі судноплавні судна та спаливши двадцять складів і двадцять два будинки в місті, а також на Мартас-Він'ярд, де між 10 і 15 вересня британці забрали всіх овець, свиней, велику рогату худобу та волів, яких вони могли знайти, пообіцявши оплату в Нью-Йорку. 27 вересня 1778 року Ґрей використав ті самі методи, що й у битві при Паолі під час нічного нападу на Олд-Таппан, штат Нью-Джерсі, який став відомим як різанина в Бейлорі. Його відкликали до Англії, і він став лицарем Ордена Лазні та генерал-лейтенантом. Пізніше його призначили головнокомандувачем британських військ в Америці, але бойові дії закінчилися, перш ніж він зміг взяти командування.

### Французькі революційні війни
На початку Французьких революційних воєн у 1793 році сера Чарльза Ґрея було призначено командувачем Вест-Індської експедиції. Однак спочатку він вирушив до Остенде, щоб взяти участь у звільненні Ньївпорта, Бельгія. На початку 1794 року він разом з адміралом сером Джоном Джервісом очолив британські війська для захоплення Мартиніки. Кампанія тривала близько шести тижнів, 22 березня британці захопили Форт-Роял і Форт-Сен-Луї, а через два дні — Форт-Бурбон. Потім британці окупували Мартиніку, поки Ам'єнський договір не повернув острів французам у 1802 році. Пізніше Ґрей брав участь у вторгненні до Ґваделупи. Між 1797 і 1807 роками генерал Ґрей обіймав посаду губернатора Ґернсі.

## Перство
Наприкінці 1794 року він повернувся до Англії. З 1798 по 1799 рік він служив командувачем Південного округу, вийшовши у відставку в 1799 році. На знак визнання його служби в січні 1801 року він був підвищений до звання барона Ґрея з Говіка в графстві Нортамберленд. У 1806 році він був призначений графом Ґреєм і віконтом Говіком у графстві Нортамберленд. Він помер наступного року у віці 78 років.

## Сім'я
Він одружився з Елізабет Ґрей (1744–1822), дочкою Джорджа Ґрея з Саутвіка (1713–1746).  Їхніми дітьми були:
- Чарльз Ґрей, 2-й граф Ґрей (1764–1845), прем'єр-міністр Сполученого Королівства та скасовувач рабства, одружений з Мері Елізабет Понсонбі.
- Сер Джордж Ґрей, 1-й баронет (1767–1828), капітан і командувач Середземноморського флоту, флагман-капітан королівської яхти короля Георга III (1801–1804), який одружився з Мері Вітбред, дочкою Семюеля Вітбреда (1720–1796).
- Сер Генрі Джордж Ґрей GCH GCB (1766–1845), полковник 13-го легкого драгунського полку, одружений із Шарлоттою Де Вуе (1789–1882).
- Леді Елізабет Ґрей (1765–1846), яка вийшла заміж за Семюеля Вітбреда, MP.
- Підполковник Вільям Ґрей (1777–1817), який одружився з Марією Ширрефф.
- Едвард Ґрей (1782–1837), єпископ Герефорда, одружений спочатку з Шарлоттою Елізабет Крофт, потім з Елізабет Адайр, а потім з Елізою Іннес.
- Леді Ганна Алтея Ґрей (1785–1832), яка вийшла заміж спочатку за Джорджа Едмунда Байрона Беттесворта, а потім за Едварда Елліса, MP[7].

Ґрей та його дружина виховували Елізу Кортні, незаконнонароджену дитину, яку їхній син Чарльз мав з Джорджіаною Кавендіш, герцогинею Девонширською.

## Зовнішні посилання
- Hansard 1803–2005: contributions in Parliament by the Earl Grey